# Tyngsborough
Tyngsborough é uma vila localizada no condado de Middlesex no estado estadounidense de Massachusetts. No Censo de 2010 tinha uma população de 11.292 habitantes e uma densidade populacional de 241,06 pessoas por km².

## Geografia
Tyngsborough encontra-se localizado nas coordenadas 42° 40′ 04″ N, 71° 25′ 44″ O. Segundo o Departamento do Censo dos Estados Unidos, Tyngsborough tem uma superfície total de 46.84 km², da qual 43.45 km² correspondem a terra firme e (7.25%) 3.4 km² é água.

## Demografia
Segundo o censo de 2010, tinha 11.292 pessoas residindo em Tyngsborough. A densidade populacional era de 241,06 hab./km². Dos 11.292 habitantes, Tyngsborough estava composto pelo 92.01% brancos, o 1.06% eram afroamericanos, o 0.12% eram amerindios, o 4.74% eram asiáticos, o 0% eram insulares do Pacífico, o 0.66% eram de outras raças e o 1.41% pertenciam a duas ou mais raças. Do total da população o 2.35% eram hispanos ou latinos de qualquer raça.